# Болбас Олександр Карпович
Болбас Олекса́ндр Ка́рпович  (нар. 28 листопада 1911, Слободка — 7 червня 2008, Київ) — Герой Радянського Союзу, офіцер ЗС СРСР, учасник Німецько-радянської війни.

## Біографія
Народився 28 листопада 1911 року в селі Слобідці (нині Бобруйського району Могильовської області) в сім'ї селянина. Білорус. Отримав середню освіту. У 1929 році вступив до колгоспу «Червоний маяк». У 1930 році пішов працювати вантажником на станцію Брожу Бобруйського ліспромгоспу.
У вересні 1933 року був призваний до Червоної Армії. Служив курсантом полкової школи, потім механіком-водієм танка. У 1935 році демобілізувався і вступив до Мінської радпартшколи. Після її закінчення був направлений в Бобруйськ на профспілкову роботу, де був головою заводського робочого комітету черепичного заводу. У 1937 році вступив на навчання до Мінського комвузу, провчився два роки, після чого був знову призваний в Червону Армію і спрямований на організаційно-партійну роботу в 43-ю транспортну бригаду Білоруського військового округу. З листопада 1939 року політрук роти О. К. Болбас брав участь у радянсько-фінській війні. Потім знову продовжив службу в Білоруському військовому окрузі. Член ВКП (б) з 1940 року.
Учасник німецько-радянської війни. З липня по вересень 1941 року брав участь в оборонних боях у Білорусі, в Смоленськом оборонному бою і битві під Москвою. Після розгрому німецьких військ під Москвою полк, в якому О. К. Болбас служив заступником командира роти з політчастини, був перекинутий під Сталінград, і з листопада 1942 року брав участь у Сталінградській битві.
З січня 1943 року в складі Південно-Західного фронту брав участь у відвоюванні міст і сіл Донбасу: Луганська, Старобільська, Лиману, Бахмута, Горлівки, Краматорська, Красноармійська та інших. У липні-серпні 1943 року воював на Курській дузі, відвойовував Бєлгород і Харків, потім, на посаді заступника командира батальйону з політчастини, в складі Воронезького фронту — місто Суми, Полтавську, Чернігівську області, міста і села Лівобережної України.
В ніч на 24 вересня 1943 року капітан Болбас при форсуванні Дніпра південніше Києва замінив пораненого командира батальйону, організовано переправив підрозділ на правий берег річки і захопив плацдарм. Відбивши ворожі контратаки, батальйон забезпечив форсування річки бригадою.
Указом Президії Верховної Ради СРСР від 10 січня 1944 року за зразкове виконання бойових завдань командування і проявлені при цьому геройство і мужність капітану Олександру Карповичу Болбасу присвоєно звання Героя Радянського Союзу з врученням ордена Леніна і медалі «Золота Зірка» (№ 2786).
Надалі в складі 10-го Дніпровського танкового корпусу брав участь у відвоюванні Києва, міст та сіл Правобережної України, Естонії, Латвії, Литви. До грудня 1944 року воював на 1-му, 2-му, 3-му Прибалтійських і 3-му Білоруському фронтах. У січні 1945 року був направлений на навчання в Академію бронетанкових військ в Москву. Після її закінчення в 1947 році був направлений до Київського особливий військовий округ на посаду заступника командира батальйону танкового училища в місті Кривому Розі, де згодом був начальником Будинку офіцерів. У тому ж році був переведений начальником Будинку офіцерів в місті Черкасах. У подальшому служив заступником командира курсантського батальйону в Київському танковому училищие, заступником командира танкового полку по політчастині 12-ї танкової дивізії в Групі радянських військ у Німеччині, замполітом танкового взводу в Києві, заступником начальника танкового заводу в Харкові.

Могила Олександра Болбаса

У 1958 році вийшов у відставку, після чого працював начальником деревообделочного комбінату Академії наук України. Після виходу на пенсію в 1973 році працював старшим інженером в Інституті електродинаміки. Займався активною громадською діяльністю. Був головою Ради ветеранів Інституту електродинаміки, регулярно виступав з лекціями, вів військово-шефську роботу в багатьох містах України. Жив у Києві. Помер 7 червня 2008 року. Похований в Києві на Міському кладовищі «Берківці».

## Відзнаки
Нагороджений орденами Леніна, Вітчизняної війни 1-ї і 2-го ступеня, орденом Богдана Хмельницького, двома орденами Червоної Зірки, медалями, зокрема «За бойові заслуги», «За оборону Москви» та багатьма іншими.
Почесний громадянин міст Гребінки і Ржищева.